# دنیس میچل
دنیس میچل (انگلیسی: Dennis Mitchell؛ زادهٔ ۲۰ فوریهٔ ۱۹۶۶) دونده اهل ایالات متحده آمریکا است.
وی در مسابقات کشوری و بین‌المللی در مجموع برندهٔ ۳ مدال طلا، ۱ مدال نقره، ۳ مدال برنز شده‌است.